# Ophioleucida
Ordre
Les Ophioleucida sont un ordre d'ophiures (échinodermes proches des étoiles de mer). 

## Classification
Selon World Register of Marine Species (24 mars 2018) :
- famille des Ophiernidae O'Hara, Stöhr, Hugall, Thuy & Martynov, 2018 -- 1 genre
- famille des Ophioleucidae Matsumoto, 1915 -- 4 genres actuels (+3 fossiles)

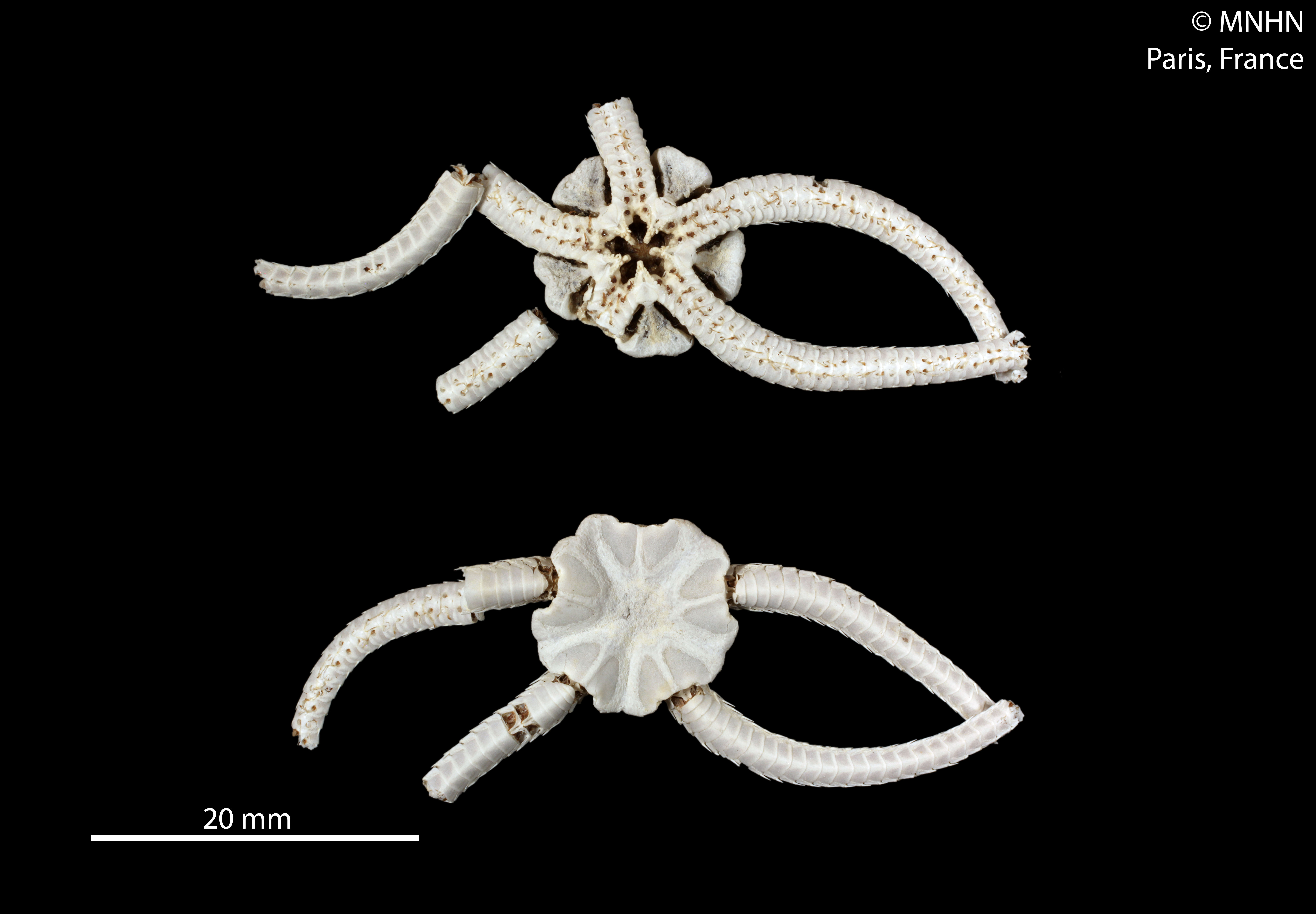
Ophiernus adspersus, une Ophiernidae
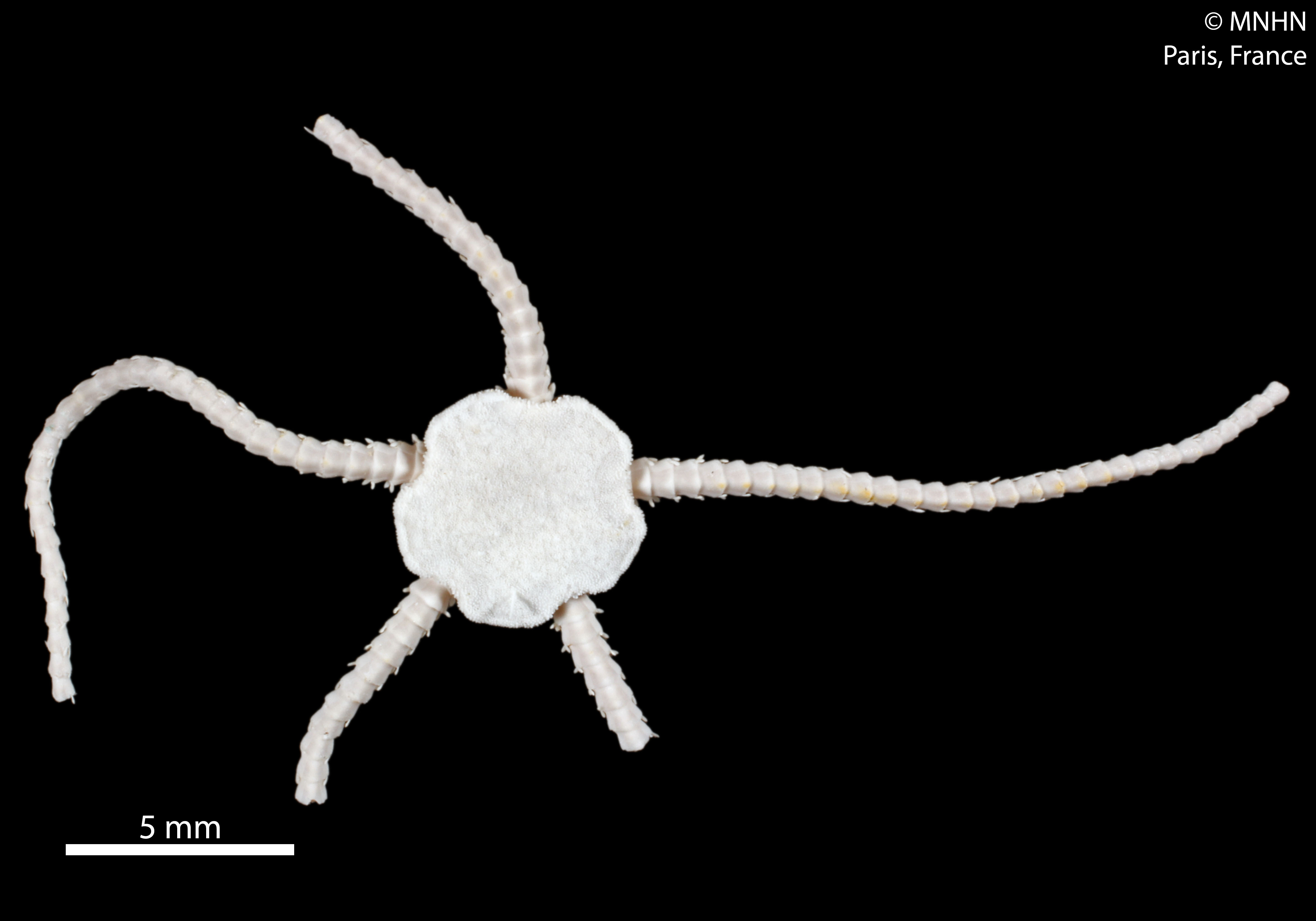
Ophioleuce seminudum, une Ophioleucidae